# Carino de Balsamo
Carino Pietro de Balsamo, mais conhecido como Carino de Balsamo, (m. Forlì, Itália, 1293) foi um religioso italiano, venerado como beato pela Igreja Católica, famoso por ser o assassino do dominicano Pedro de Verona.
Antes de sua entrada na Ordem Dominicana, Carino, foi, segundo a tradição católica, um homem cruel, sem escrúpulos, que havia sido contratado por cátaros milaneses para matar Pedro, um proeminente inquisidor católico. Carino era um nativo de Cinisello Balsamo. O assassinato ocorreu em 6 de abril de 1252, quando Pedro estava retornando de Como para Milão. O cúmplice de Carino era chamado Manfredo Clitoro, de Giussano. Os dois assassinos seguiram Pedro até um local abandonado nas proximidades de Barlassina, onde Carino partiu a cabeça de Pedro e feriu mortalmente Domenico, um frade que acompanhava Pedro.
Carino fugiu para um mosteiro dominicano em Forlì, e confessou seu crime a Giacomo Salomoni de Veneza, também venerado como beato. Carino fez penitências e se tornou um irmão leigo. Manfredo posteriormente fugiu das autoridades e pode ter encontrado refúgio entre os valdenses dos Alpes.

## Veneração
Após sua morte, Carino foi venerado pelo povo de Forlì.
A norma para o culto de Carino através do papado começou em 1822, mas a morte do Papa Pio VII atrasou o processo, e a papelada foi perdida.
Carino está enterrado na Catedral de Forlì.